# История психологии
История психологии — одна из немногих комплексных дисциплин, синтезирующих знания по отдельным областям и проблемам психологии. С одной стороны, её содержание основано на тех знаниях, которые получены из других курсов — общей, возрастной, социальной психологии и т. д. С другой стороны, история психологии позволяет привести эти знания в систему, понять логику становления психологии, причины изменения её предмета, ведущей проблематики.

## Предмет и методы истории психологии
Предметом истории психологии являются закономерности формирования и развития взглядов на психику, которые рассматриваются в разрезе различных подходов к пониманию психической реальности. Предмет истории психологии отличается от предмета психологии, поэтому их необходимо разграничивать. Предметом психологии как науки служат факты, механизмы и закономерности психической жизни. На протяжении многих столетий психология фактически являлась одним из разделов философии. После выделения психологии в качестве отдельной науки в конце XIX — начале XX вв. она сохранила связь с философией, временами ослабевавшую, временами усиливавшуюся. Кроме того, на психологию оказали влияние достижения естествознания, медицины, этнографии, социологии, теории культуры, искусствоведения, математики, логики, языкознания. По этой причине в истории психологии анализируется взаимодействие данной науки с другими науками, но приоритет имеет связь психологии с философией и естествознанием.
Методы, используемые в истории психологии, существенно отличаются от методов общей психологии. Если основными методами в психологии являются наблюдение, тестирование и эксперимент, то в истории психологии используются историко-генетический метод, историко-функциональный метод, биографический и автобиографический метод, метод систематизации психологических высказываний, метод интервьюирования и др. В последние десятилетия в истории психологии получают распространение методы категориального анализа. Основной метод истории психологии — теоретическая реконструкция, при использовании которой научные системы прошлого и программы получения, обоснования и систематизации психологических знаний описываются и критически анализируются в соотнесении с достижениями современной психологии . Значимость анализа научных ссылок в целях изучения состояния и развития психологических исследований ограничена, так как частота цитирования зависит не только от объективной ценности научной публикации, но и от ряда иных обстоятельств. Например, о российской психологии за рубежом мало что известно по причине языковых барьеров. Таким образом, анализ научных ссылок может применяться в истории психологии лишь в сочетании с другими методами.

## Психологическое знание в рамках других научных дисциплин (V—IV века до нашей эры — 60-е годы XIX века)
Как отмечают Д. Шульц и С. Шульц, психология является одновременно одной из самых древних и одной из самых молодых наук. Духовной предтечей психологии стали многие науки древности, однако исходная точка формирования современного научного подхода относится к 1879 году.

### Учение о душе (V век до нашей эры — начало XVII века)
Учение о душе (др.-греч. ψυχή) складывалось в рамках древнегреческой философии и медицины. Новые представления о душе были не религиозными, а светскими, открытыми для всех, доступными для рациональной критики. Цель построения учения о душе состояла в выявлении свойств и закономерностей её существования.
Важнейшие направления развития представлений о душе связаны с учениями Платона (427—347 года до нашей эры) и Аристотеля (384—322 года до нашей эры). Платон провёл границу между материальным, вещественным, смертным телом и нематериальной, невещественной, бессмертной душой. Индивидуальные души — несовершенные образы единой универсальной мировой души — обладают частью универсального духовного опыта, припоминание которого составляет суть процесса индивидуального познания. Это учение заложило основы философской теории познания и определило ориентацию психологического знания на решение собственно философских, этических, педагогических и религиозных проблем.
Согласно Аристотелю, душа — форма живого органического тела, обеспечивающая его предназначение. Душа есть основа всех жизненных проявлений, она неотделима от тела. Это положение противоречит учению Платона о вселении душ при рождении и истечении их при смерти. Но оба учения едины в том, что душа определяет цель активности живого тела. Аристотель говорил о трёх типах души — растительной, животной и разумной (человеческой), которые представляют три ступени жизни, обладающие преемственностью. Человеческая душа позволяет строить умозаключения, лежащие в основе выше памяти, произвольного, свободного выбора.
Ученик Платона, последователь Аристотеля Теофраст (372—287 года до нашей эры) дал описание 30 различных характеров, и положил начало отдельной линии в популярной психологии, представителем которой в наше время является Дейл Карнеги.
Гиппократ (примерно 460—377 года до нашей эры) сформулировал положение, что органом мышления и ощущений является мозг. Он разработал учение о темпераментах и первым предложил типологию темпераментов, основанную на особенностях смешения жидкостей в организме человека (крови, слизи, жёлтой и чёрной желчи).
В III—V века нашей эры в работах Плотина (205—270 годы), Аврелия Августина (354—430 годы) и раннехристианских философов и теологов в качестве предмета исследования выделяется внутренний мир человека, возможности самопознания, впервые появляются описания феноменов сознания.
Фрэнсис Бэкон (1561—1626 годы) впервые отказался от умозрительных заключений о природе души и пришёл к выводу о необходимости эмпирических исследований. Бэкон отделил науку о теле от науки о душе, а в учении о душе выделил науку о рациональной божественной душе и душе нерациональной, чувствующей, телесной, общей для человека и животных. Важнейшие новые составляющие о душе, введённые Бэконом, — представление о роли общества и орудий в процессах познания.

### Философская теория познания (середина XVII века — середина XIX века)
Новый период в развитии психологического знания наступил с учением Рене Декарта (1596—1650 годы), в котором впервые был использован термин «сознание». Сознание рассматривалось как критерий, разделяющий тело и душу. Критерием существования была названа интроспекция. Согласно критерию интроспекции душой обладает только человек, а животные не имеют души и действуют подобно механическим устройствам. Для объяснения собственно телесных действий у животных и человека Декарт ввёл представление о рефлексе, в котором был реализован принцип механистического детерминизма. Суть рефлекса, по Декарту, состоит в том, что внешние воздействия посредством перемещения животных духов по нервам приводят к напряжению определённых мышц, которое и представляет собой действие организма. По Декарту, душа приводит тело в движение, а тело поставляет душе чувственные впечатления.

## Западная психология
Основные школы и направления:
- Вильгельм Вундт
- Вюрцбургская школа (Кюльпе, Ах)
- Зигмунд Фрейд и психоанализ
- Гештальтпсихология: Берлинская школа
- Американская психология и бихевиоризм
- Когнитивная психология
- Гуманистическая психология

## Психология в России, СССР, странах Восточной Европы, Кавказа и Средней Азии

### Дореволюционный период
Основные школы и направления:
- Челпанов и традиции интроспективной психологии
- Рефлексология и реактоголия: Павлов и Бехтерев
- Петербургская школа Лазурского
- Начало марксистской психологии: Корнилов, Блонский, Басов, Рубинштейн, Костюк.

### Советская психология в 1920-х — начале 1940-х годов
- Выготский и Культурно-историческая психология

#### Узнадзеи психология установки
- 1907 — в университете Лейпцига Узнадзе защищает докторскую диссертацию по философии Лейбница.

#### Деятельностный подход: Леонтьев и Рубинштейн
- 1931 — отъезд Леонтьева и группы сотрудников и учеников Выготского в Харьков, основание Харьковской психологической школы.
- 1940 — опубликована книга С. Л. Рубинштейна «Основы общей психологии» (книге присуждена государственная Сталинская премия в 1942 году).

### Советская психология во время войны (1941—1945)
- 1 октября 1942 года создана кафедра психологии на философском факультете Московского университета — первая в истории университета кафедра психологии.
- 1943 год — создана Академия педагогических наук РСФСР.
- 1944 год — 11 марта произошло выделение из МГУ Института психологии и передача его в ведение Академии педагогических наук РСФСР.
- 1945 год — в Институте философии АН СССР создан Сектор психологии — первая психологическая лаборатория в системе Академии наук.

### Послевоенный период
- 1952 — в выступлении на Совещании по психологии П. Я. Гальперин дал первое изложение своей концепции психики как ориентировочной деятельности предмета психологии, метода формирования психических функций как нового метода психологического исследования.
- 1955 — начал издаваться журнал «Вопросы психологии». Первый редактор А. А. Смирнов.
- 1957 — учреждено Общество психологов при АПН РСФСР.
- 1959 — I съезд Общества психологов (Москва); организована первая отечественная лаборатория инженерной психологии, возглавляемая Б. Ф. Ломовым.
- 1963 — присуждение Ленинской премии А. Н. Леонтьеву за книгу «Проблемы развития психики».
- 1966 — организация факультетов психологии в Московском и Ленинградском университетах.

### На русском языке
- Багадирова С. К., Леонтьева А. В. История психологии. Учебно-методическое пособие. — Москва: Директ-Медиа, 2014. — 216 с. — ISBN 978-5-4458-8088-2.
- Ждан, Антонина Николаевна. История психологии. От античности до наших дней / Рецензенты: Кафедра общей психологии и истории психологии Московской гуманитарно-социальной академии; доктор психологических наук В. А. Иванников. — 5-е изд., перераб. и доп.. — Москва: Академический проект, 2004. — 576 с. — (Классический Университетский учебник). — 5000 экз. — ISBN 5-8291-0439-3.
- Лихи, Томас. История современной психологии. — 3-е изд. — СПб.: Питер: ЗАО Издательский дом «Питер», 2003. — 448 с. — (Мастера психологии). — ISBN 5-94723-199-9.
- Марцинковская Т. Д. История психологии: учебное пособие для студентов высших учебных заведений / Редактор Е. В. Сатарова. — 4-е издание, стереотипное. — Москва: Издательский центр «Академия», 2004. — 544 с. — 10 000 экз. — ISBN 5-7695-1994-0.
- Хант, Мортон. История психологии / пер. с англ. А. В. Александровой. — Москва: ООО Издательство «АСТ МОСКВА», 2009. — 863 с. — 1500 экз. — ISBN 978-5-403-01519-6.
- Шульц Д., Шульц С. История современной психологии. — 2е издание на русском языке, переработанное и исправленное. — СПб.: Евразия, 2002. — 532 с. — ISBN 5-8071-0007-7.
- Ярошевский, Михаил Григорьевич. История психологии от античности до середины XX в.. — Москва, 1996. — 416 с. Архивировано 19 ноября 2012 года.

### На английском языке
- B. R. Hergenhahn. An Introduction to the History of Psychology. — Sixth Edition. — Wadsworth Publishing, Cengage Learning, 2009. — 752 p. — ISBN 978-0-495-50621-8.
- The Oxford Handbook of the History of Psychology: Global Perspectives / Edited by David B. Baker. — 1 edition. — USA: Oxford University Press, 2012. — 672 p. — (Oxford Library of Psychology). — ISBN 978-0-19-536655-6.

## Дополнительные источники
- psyhistorik — История отечественной (советской, русской и российской) и мировой психологии (сообщество историков психологии в Живом Журнале)
- История психологии в разные периоды времени.
- Университетские видео лекции по истории психологии